# Marcella Hazan
Marcella Hazan, cuyo nombre de nacimiento era Marcella Polini, (Cesenatico, Emilia-Romaña, Italia, 1924 – Longboat Key, Florida, Estados Unidos, 29 de septiembre de 2013) fue una cocinera y escritora italo-estadounidense famosa por haber introducido la tradicional gastronomía italiana en Estados Unidos y el Reino Unido.
Estuvo considerada una de las máximas autoridades en ese rubro y escribía en inglés.

## Biografía
Doctorada en ciencias en la Universidad de Ferrara se casó en 1956 con el enólogo Victor Hazan, italiano residente en Nueva York y de ascendencia sefardí.
Hazan comenzó a cocinar recién después de casarse desarrollando una escuela de cocina italiana tradicional iniciada en su apartamento neoyorquino y abriendo su propia escuela en 1969: The School of Classic Italian Cooking. 
Comenzó a colaborar con gran éxito en el New York Times y en 1973 publicó su primer libro The Classic Italian Cook Book.
Perfeccionista y tradicionalista, sus recetas se adhieren a la más estricta tradición italiana regional con preferencia al uso de manos en vez de aparatos, alimentos frescos, pocos ingredientes de gran categoría y recetas en su mayoría simples.
Se retiró formalmente en 1998 mudándose a Longboat Key en Florida. 
Enseñaba en el French Culinary Institute y en 2005, fue condecorada por el presidente italiano Carlo Azeglio Ciampi.
Su hijo Giuliano Hazan, es un chef y gastrónomo.
Falleció el 29 de septiembre de 2013 a los 89 años, en la localidad estadounidense de Longboat Key.

## Premios
- Maria Luigia, Duchess of Parma, Gold Medal (Italia)
- 1986, James Beard Foundation's Who's Who of Food and Beverage in America.
- 1992, Silver Spoon Award Food Arts magazine.
- 1997, Golden Cheese Knife.
- 2000, James Beard Foundation Lifetime Achievement Award.
- 2004, Lifetime Achievement Award, International Association of Culinary Professionals.
- 2005, Cavaliere della Stella della Solidarietà Italiana.